# Glomeris lepida
Glomeris lepida är en mångfotingart som beskrevs av Karl Eichwald 1830. Glomeris lepida ingår i släktet Glomeris och familjen klotdubbelfotingar. Inga underarter finns listade i Catalogue of Life.